# Удо Беренс
Удо Беренс (нім. Udo Behrens; 9 квітня 1911, Кротошин — 14 квітня 1995, Гоенкірхен) — німецький офіцер-підводник, корветтен-капітан крігсмаріне.

## Біографія
1 квітня 1930 року вступив в рейхсмаріне. З 19 січня по 30 вересня 1936 року — вахтовий офіцер на підводних човнах U-16, U-15, U-33 і U-21, з листопада 1936 по серпень 1937 року — на U-37. З 8 жовтня 1937 по 17 жовтня 1939 року — командир підводних човнів U-16 і U-24. На U-24 здійснив 3 походи (разом 31 день в морі). З 6 січня по 7 липня 1940 року — командир U-17, на якому здійснив 3 походи (разом 41 день в морі) і потопив 2 кораблі загальною водотоннажністю 1 615 брт.
| Дата           | Тип судна      | Назва судна | Тоннаж | Екіпаж            | Країна     | Вантаж             | Координати                                                |
| -------------- | -------------- | ----------- | ------ | ----------------- | ---------- | ------------------ | --------------------------------------------------------- |
| 2 березня 1940 | торговий катер | Rijnstroom  | 695    | 12 (всі загинули) | Нідерланди | генеральний вантаж | 51°36′ пн. ш. 2°54′ сх. д. / 51.600° пн. ш. 2.900° сх. д. |
| 5 березня 1940 | вантажне судно | Grutto      | 920    | 18 (всі загинули) | Нідерланди | генеральний вантаж | 51°41′ пн. ш. 2°47′ сх. д. / 51.683° пн. ш. 2.783° сх. д. |

З серпня 1940 року — референт управління морської війни ОКМ. В березні 1943 року направлений на будівництво U-845. З 1 травня по 9 липня 1943 року — командир U-845. З серпня 1943 року — 1-й офіцер Генштабу (начальник оперативного відділу) в штабу командувача підводними човнами на Сході. З серпня 1944 року — офіцер зв'язку при італійській 10-й флотилії МАС. З грудня 1944 року — знову  1-й офіцер Генштабу в штабу командувача підводними човнами на Сході. 8 травня 1945 року взятий в полон британськими військами. 11 листопада 1945 року звільнений.
Після Другої світової війни став протестантським пастором.

## Звання
- Кандидат в офіцери (1 квітня 1930)
- Кадет (10 жовтня 1930)
- Фенріх-цур-зее (1 січня 1932)
- Обер-фенріх-цур-зее (1 квітня 1934)
- Лейтенант-цур-зее (1 жовтня 1934)
- Оберлейтенант-цур-зее (1 червня 1936)
- Капітан-лейтенант (1 червня 1939)
- Корветтен-капітан (1 червня 1943)

## Нагороди
- Медаль «За вислугу років у Вермахті» 4-го класу (4 роки)
- Залізний хрест 2-го класу (жовтень 1939)
- Нагрудний знак підводника (лютий 1940)